# Pachyphragma macrophyllum
Pachyphragma macrophyllum är en korsblommig växtart som först beskrevs av Franz Georg Hoffmann, och fick sitt nu gällande namn av Nikolaj Adolfovitj Busj. Pachyphragma macrophyllum ingår i släktet Pachyphragma och familjen korsblommiga växter. Inga underarter finns listade i Catalogue of Life.

## Bildgalleri

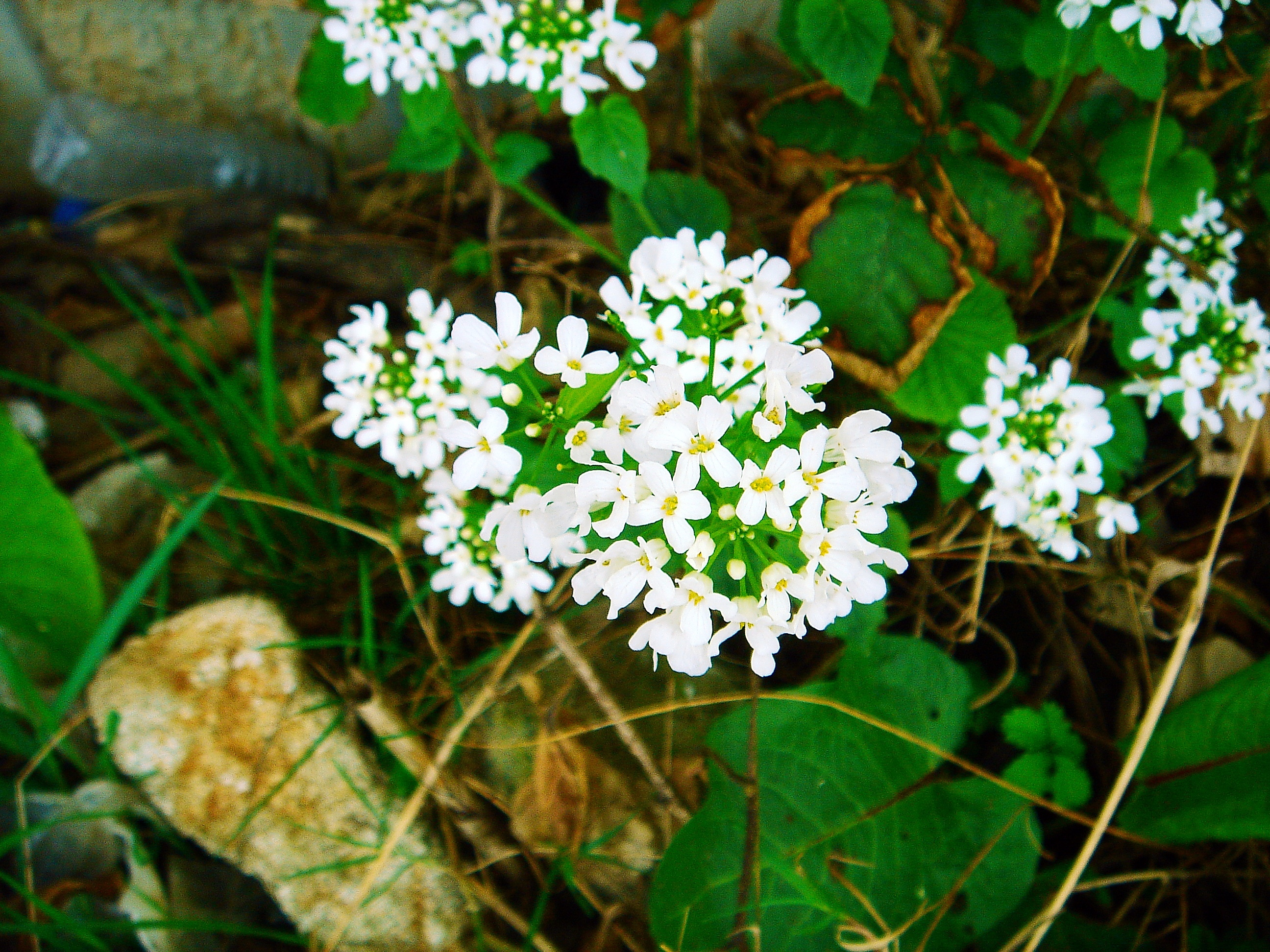